# Charles Fiterman
Charles Fiterman, né Chilek Fiterman le 28 décembre 1933 à Saint-Étienne, est un homme politique français. 
Il est un responsable national du Parti communiste français (le PCF) jusqu’en 1994 et ministre d'État chargé des Transports dans les 2e et 3e gouvernements de Pierre Mauroy de 1981 à 1984.
À compter de 1998, il est membre du Parti socialiste qu'il quitte fin décembre 2017.

## Biographie
Ses parents sont des Juifs polonais qui exerçant le métier de marchands forains. À partir de 1942, pendant l'Occupation, il est placé chez des paysans, à Marlhes dans l'actuel parc régional du Pilat (Loire). Son père est déporté et finit assassiné à Auschwitz en mai 1944.
Il travaille en tant qu'électricien à l'usine Schneider.
En avril 1965, Charles Fiterman, qui adhère au PCF en 1951, devient secrétaire de Waldeck Rochet. Il est ensuite secrétaire de Georges Marchais. Élu conseiller général de Villejuif (1973-1979), il est ensuite élu député du Val-de-Marne (1978-1981), puis du Rhône (1986-1988). Après la victoire de François Mitterrand à l'élection présidentielle de 1981, il fait son entrée avec trois autres communistes dans le gouvernement de Pierre Mauroy, en tant que ministre chargé des Transports et no 4 dans l'ordre protocolaire. C'est notamment pendant son exercice qu'est votée la loi d'orientation des transports intérieurs (LOTI) qui régit toujours l'organisation des transports en France aujourd'hui. C'est grâce à cette loi que seront sauvés les Chemins de fer de la Corse permettant à Charles Fiterman le 1er janvier 1983 de confier sa gestion à la SNCF pour les sauver de la faillite technique et financière. Le TGV est mis en fonction en septembre 1981 sur la ligne Paris-Lyon. En Île-de-France en 1982, les salariés bénéficient désormais d'un remboursement partiel de leur carte Orange par leur entreprise, ou l'administration. À la RATP, la première classe est supprimée dans le métro aux heures de pointe (6h-9h, 17h-23h). Le tramway, abandonné dans les années 1950 à la suite du lobbying intensif de l'industrie automobile, est réhabilité.   
Fiterman s'oppose à Pierre Mauroy lors de la grève des camionneurs de février 1984, refusant de suivre le Premier ministre qui veut envoyer l'armée pour la briser. Il reste 37 mois à ce poste, jusqu'à ce que le comité central du PCF décide, le 17 juillet 1984, que les communistes ne participeront pas au gouvernement de Laurent Fabius. Avec les trois autres ministres communistes, il quitte alors le gouvernement.
En 1993, il est largement battu (42,72 % des voix) dans la 4e circonscription de la Loire, dont le sortant communiste ne se représentait pas.
En 1994, il quitte le comité central du PCF et le parti et participe, avec des personnalités et militants issus de différentes organisations, dont les refondateurs du PCF, à la création de la Convention pour une alternative progressiste (CAP), petite organisation politique française aujourd'hui dissoute. Celle-ci soutient la candidature de Dominique Voynet à l'élection présidentielle de 1995.
Charles Fiterman participe au nom de la CAP aux Journées d'été des Verts en 1996, où est lancé le processus de la « gauche plurielle », aux côtés de Dominique Voynet, Lionel Jospin et Robert Hue.
Il est nommé en 1999 par le gouvernement dirigé par Lionel Jospin membre du Conseil économique, social et environnemental, et effectue deux mandats successifs jusqu'en 2009. D'après la liste arrêtée au 11 novembre 2003, il est membre du Comité d'orientation scientifique de l'association fondée par Michel Rocard et Dominique Strauss-Kahn, « À gauche en Europe ». 
Membre du Parti socialiste à partir de 1998, il soutient le « oui » au référendum du 29 mai 2005. À partir de 2008, il devient l'un des soutiens les plus proches de Ségolène Royal, soutenant sa motion E lors du congrès de Reims. Le 30 décembre 2017, il quitte le Parti socialiste.
Il est maire du village de Tavernes, dans le haut Var, de 1989 à 2001. Lors de sa démission il laisse sa place de maire à sa première adjointe, Danielle Sault. Il reste premier adjoint de 2001 à 2014. Il est également membre du conseil d'administration du think tank Notre Europe.

## Détail des fonctions et mandats

### Fonctions parlementaires
- 3 avril 1978 - 22 mai 1981 : député de la 2e circonscription du Val-de-Marne (élu le 19 mars 1978)
- 2 avril 1986 - 14 mai 1988 : député du Rhône (élu le 16 mars 1986 à la proportionnelle)

### Fonctions gouvernementales
- 23 juin 1981 - 22 mars 1983 : ministre d'État, ministre des Transports du gouvernement Pierre Mauroy (2)
- 22 mars 1983 - 17 juillet 1984 : ministre des Transports du gouvernement Pierre Mauroy (3)

## Publications
Il a publié en 2005 aux éditions du Seuil un livre intitulé Profession de foi - Pour l'honneur de la politique. Il y retrace son parcours politique, s'emploie à tirer quelques leçons des échecs du communisme, et avance des propositions pour l'avenir de la gauche.
Philippe Lefait, journaliste à France 2, dans son livre Quatre ministres et puis s’en vont…, aux éditions de l'Atelier, 1995, revient sur l’itinéraire de Charles Fiterman et des trois autres ministres communistes de 1981 à 1984 (Anicet Le Pors, Jack Ralite et Marcel Rigout) pendant leur période ministérielle et celle qui l’a suivie.

### Sources
- Les papiers personnels de Charles Fiterman sont conservés aux  Archives nationales sous la cote 706AP. [lire en ligne].